# الفقرة 504 من قانون إعادة التأهيل
إن الفقرة 504 من قانون إعادة التأهيل لعام 1973, المنشورة برقم 93-112، لعام 87 القانون الأساسي رقم 394 (26 سبتمبر 1973), والمدون في والمواد التي تليها، هي تشريع أمريكي يضمن حقوقًا محددة للأشخاص المعاقين. وقد اشتهرت الفقرة 504 على نطاق واسع بأنها قانون الحقوق المدنية الأول الخاص بالأشخاص المعاقين. وتم تطبيق هذه الفقرة في مايو من العام 1977. وبسبب تطبيقها الناجح خلال السنوات العديدة التالية، فقد ساعدت في تمهيد الطريق لقانون الفرجينيين المعاقين في عام 1990 وقانون الأمريكيين المعاقين في عام 1990.
تنص الفقرة 504 (في جزء منها) على:
«لا ينبغي استثناء أي شخص مؤهل من المعاقين بالولايات المتحدة الأمريكية، على النحو الموضح في الفقرة 705(20) لهذا المسمى، لمجرد إعاقته أو إعاقتها، من المشاركة في، أو حرمانه من فوائد، أو تعرضه للتمييز في ظل أي برنامج أو نشاط خاص بالحصول على المساعدات المالية الفيدرالية أو أي برنامج أو نشاط تديره أي وكالة تنفيذية أو الخدمة البريدية في الولايات المتحدة»
كما هو مدون في 29 U.S.C. 794.
ووفقًا لهذا القانون، فالأشخاص المعاقون هم:
"
«الأشخاص الذين يعانون من إعاقة بدنية أو عقلية تقيد بشكل أساسي قيامهم بواحد أو أكثر من الأنشطة الحياتية الرئيسية.»
"
حيث
"
"تشتمل الأنشطة الحياتية الرئيسية على العناية بالنفس والسير والرؤية والسمع والنطق والتنفس والعمل وتنفيذ المهام اليدوية والتعلم.
ومع ذلك، فإنه «ولأغراض التوظيف», يجب أيضًا على الأشخاص المؤهلين المعاقين استيفاء «متطلبات استحقاق عادية وضرورية», مثل:
"
«ولأغراض التوظيف، فإن الأشخاص المؤهلين المعاقين هم الأشخاص القادرون، مع مراعاة الاستيعاب المعقول, على أداء الوظائف الضرورية التي يتم تشغيلهم من أجلها أو التي تم استئجارهم للقيام بها.»
"
حيث
"
يشير الاستيعاب المعقول إلى أن صاحب العمل مُطالب باتخاذ الخطوات اللازمة لاستيعاب إعاقة [الشخص] إلا إذا كان ذلك سيؤدي إلى مشقة لا داعٍ لها.
أي، أنه يجب على الأشخاص المؤهلين المعاقين أن يكونوا قادرين على القيام بمهام الوظيفة ذات الصلة بالوظيفة التي تم استئجارهم من أجلها. كما تشير وزارة العمل الأمريكية إلى أنه لا يجب على «صغار مقدمي الخدمة» القيام بتعديلات هيكلية كبيرة على منشآتهم الحالية لاستيعاب الأشخاص المعاقين.
«تم تمرير قانون الأمريكيين المعاقين (ADA) في عام 1990، ويبدو أنه يكمل الطريق من حيث توقف تطبيق قانون إعادة التأهيل. ومن خلال استعارة تعريف المادة 504 للشخص المُعاق، وباستخدام النهج ثلاثي الشعب المعروف للأهلية (يعاني من إعاقة بدنية أو عقلية، أو له سجل من الإعاقة، أو يُعتبر من ذوي الإعاقة)، عمل قانون المعاقين الأمريكيين على تطبيق هذه المعايير الثلاثة على معظم شركات القطاع الخاص، وسعى لتقليص العقبات أمام وصول المعاقين إلى المباني ووسائل النقل والاتصالات. وقد أدى تمرير قانون المعاقين الأمريكيين الذي يحل محل شروط التوظيف بالفقرة 504، بدرجة كبيرة، إلى تعزيز متطلبات إمكانية الوصول الخاصة بالمادة 504 عن طريق استخدام لوائح أكثر تحديدًا».
يرد النطاق الواسع للمادة 504 ضمنًا في اللغة القانونية أعلاه. حيث تشمل الفقرة 504 «أي برنامج أو نشاط للحصول على المساعدة المادية الفيدرالية». وتغطي الأموال الفيدرالية جميع المطارات الموجودة في جميع أنحاء البلد - وليس من قبيل المصادفة أن تصبح المطارات من بين المنشآت الأمريكية الأولى التي يجب أن توفر إمكانية الوصول بشكل كامل لذوي الاحتياجات الخاصة. كما تتدفق الأموال الفيدرالية إلى حوالي 30.000 كلية وجامعة على مستوى الدولة، وعلى الرغم من أنها عادةً ما تكون في صورة منح واتفاقيات تعاونية، إلا أنها تكون أيضًا من خلال المساعدة المالية للطلاب. أصبحت الكليات والجامعات وكليات المجتمع سهلة الوصول لذوي الاحتياجات الخاصة في أواخر السبعينات وأوائل الثمانينيات إلى منتصفها وذلك بسبب الفقرة 504. فقد حصلت المكتبات العامة في العديد من المجتمعات على المساعدة المالية الفيدرالية، بشكل مباشر أو غير مباشر. كما أصبحت متاحة أيضًا في غضون سنوات قليلة من تطبيق الفقرة 504.
يتعلق القانون أيضًا بأي "وكالة تعليمية محلية (على النحو المحدد في الفقرة 8801 من المادة 20)، أو أي نظام تعليمي مهني، أو أي نظام مدرسي آخر". وكما هو مطبق على المدارس من الروضة إلى الصف الثاني عشر، فإن "اللغة تمنع بشكل عام الحرمان من المشاركة في التعليم الحكومي، أو التمتع بالفوائد التي تقدمها البرامج المدرسية الحكومية بسبب إعاقة الطفل. وبسبب تطبيق قانون آخر، وهو قانون تعليم الأشخاص المعاقين (IDEA), أيضًا على المدارس من الروضة إلى الصف الثاني عشر، يفترض بعض الأشخاص أحيانًا بطريق الخطأ أنه، بوجود قانون تعليم الأشخاص المعاقين، يصبح قانون إعادة التأهيل غير ضروري. مع ذلك، وفي الحقيقة، فإن قانون تعليم الأشخاص المعاقين يقوم فقط بحماية قطاع عريض من الأطفال والشباب المعاقين - هؤلاء الذين يرضون بتعريفه لـ "الطفل المُعاق". يوجد العديد من الشباب المعاقين الذين لا ينطبق عليهم هذا التعريف. ومع ذلك، فهناك العديد ممن تحميهم الفقرة 504. بالإضافة إلى أن الفقرة 504 قد تكون ذات قيمة في توفير الحقوق للطلاب فيما يتعلق بقضايا خارج اليوم الدراسي مثل الأنشطة الخارجة عن المنهج والرياضة والرعاية بعد المدرسة. ذلك لأن الفقرة 504 تمنع التمييز على أساس الإعاقة. فعلى سبيل المثال، إذا قام مدرب كرة السلة باستبعاد طالب مُعاق من الفريق فقط لأنه لا يرغب في أن يشعر بالإزعاج لوجود لاعب مُعاق بالفريق، تكون الفقرة 504 هي من يوفر الحماية للطالب ضد هذه المعاملة غير العادلة.
هذا، وتلتزم المدارس بالفقرة 504 باستخدام العملية التالية، وهي: تحديد الطلاب المعاقين وتقييمهم؛ فإذا كان الطالب مؤهلاً، يتم صياغة خطة استيعاب مكتوبة، غالبًا ما تُعرف باسم «الخطة 504». وهي خطة تشبه برنامج التعليم الفردي (IEP) التابع لقانون تعليم الأشخاص المعاقين، إلا أنها غالبًا ما تكون أقصر منه. حيث يكون أولياء الأمور والمعلمون وموظفو المدرسة جزءًا من هذه العملية. يحق لللآباء اتخاذ إجراءات التقاضي السلمية؛ فعند عدم موافقتهم على قرارات المدرسة، يحق لهم الحصول على جلسة استماع عادلة.
يمكن معالجة انتهاكات الفقرة 504 في البيئة التعليمية على الصعيد المحلي مع وكالة التعليم أو مع مكتب الحقوق المدنية (OCR) التابع لوزارة التعليم الأمريكية. ومن الممكن أن تؤدي انتهاكات الفقرة 504 إلى خسارة التمويل الفيدرالي. فوفقًا للإدارة قد يتمتع الأشخاص أيضًا بحق خاص في التصرف ضد انتهاكات الفقرة 504. وبالتالي، يتم تنفيذ الفقرة 504 بواسطة مكتب الحقوق المدنية. وعلى النقيض من ذلك، يتم تنفيذ قانون تعليم الأمريكيين المعاقين بواسطة وحدة أخرى من الإدارة - وهي مكتب البرامج التعليمية الخاصة (OSEP).

## وصلات خارجية
- The Act
- Section 504 NICHCY
- File a housing discrimination complaint
- Section 504 at Section 508.gov
- Frequently Asked Questions About Section 504 and the Education of Children with Disabilities US Dept of Education
- Overview of Section 504 Section504idea.org
- Section 504 and Food Allergy Primer Primer on Section 504 and Food Allergy in Schools
- Fairbanks North Star Borough School District Section 504 Handbook Filled with forms and outlines and excellent information.
- University of Iowa Section 504 Training
- Cybertelecom :: Section 504 implications for the provision of IT
- Class Member A blog written by the mother of a class member in a statewide lawsuit regarding inclusion in education in Pennsylvania.
- Section 504 Brief A brief arguing that emotional distress damages are available under Section 504.
- USA Dept of Health&Human Services&nbsp;&nbsp;and&nbsp;&nbsp;USA Dept of Labor are Official Government Websites

الأنشطة الخارجة عن المنهج
* Section 504: Accommodations & After-School Programs Robert Crabtree
* Non-Academic and Extracurricular Services under Section 504 Phil Stinson, Esq.
* Beyond the Classroom, iPAT University of Iowa